# Bahnstrecke Oakfield–Fort Kent
| Gesellschaft: | MNR                  |                           |                           |
| Streckenlänge: | 152,4 km             |                           |                           |
| Spurweite: | 1435 mm (Normalspur) |                           |                           |
| |                      |                           |                           |
| Gleise: | 1                    |                           |                           |
| \| \| \| \| \| \| \| \| von Brownville \| \| \| \| 0,0 \| Oakfield ME \| Oakfield ME \| \| \| \| Strecke nach St.-Leonards \| \| \| \| 2,7 \| Smyrna Mills ME \| Smyrna Mills ME \| \| \| 10,0 \| Dudley ME \| Dudley ME \| \| \| ? \| Emerson ME \| Emerson ME \| \| \| 12,1 \| Hillman ME \| Hillman ME \| \| \| ? \| Shoney ME \| Shoney ME \| \| \| 18,4 \| Weeksboro ME \| Weeksboro ME \| \| \| ? \| Lakewood ME \| Lakewood ME \| \| \| 24,3 \| Howe Brook ME \| Howe Brook ME \| \| \| 30,1 \| St. Croix ME \| St. Croix ME \| \| \| ? \| Pride´s Mill ME \| Pride´s Mill ME \| \| \| 32,8 \| Hawkins ME \| Hawkins ME \| \| \| 39,6 \| Griswold ME \| Griswold ME \| \| \| 52,0 \| Masardis ME \| Masardis ME \| \| \| ? \| Levesque ME \| Levesque ME \| \| \| 58,9 \| Squa Pan ME \| Squa Pan ME \| \| \| \| nach Stockholm \| \| \| \| ? \| Trafton ME \| Trafton ME \| \| \| 68,6 \| Ashland ME \| Ashland ME \| \| \| 70,8 \| Sheridan ME \| Sheridan ME \| \| \| ? \| Wrightville ME \| Wrightville ME \| \| \| ? \| Moody ME \| Moody ME \| \| \| ? \| Skerry ME \| Skerry ME \| \| \| 87,4 \| Portage ME \| Portage ME \| \| \| ? \| Buffalo ME \| Buffalo ME \| \| \| ? \| Greenlaw ME \| Greenlaw ME \| \| \| 101,4 \| Nixon ME \| Nixon ME \| \| \| 108,3 \| McNally ME \| McNally ME \| \| \| 114,1 \| Winterville ME \| Winterville ME \| \| \| 124,6 \| Eagle Lake ME \| Eagle Lake ME \| \| \| 132,1 \| Wallagrass ME \| Wallagrass ME \| \| \| 138,4 \| Soldier Pond ME \| Soldier Pond ME \| \| \| ? \| Michaud ME \| Michaud ME \| \| \| ? \| Labby ME \| Labby ME \| \| \| ? \| Fort Kent Pit \| Fort Kent Pit \| \| \| ? \| Bradbury´s ME \| Bradbury´s ME \| \| \| \| von St. Francis \| \| \| \| 152,4 \| Fort Kent ME \| Fort Kent ME \| \| \| \| nach Van Buren \| \| |                      |                           |                           |
| |                      |                           |                           |
| Strecke |                      | von Brownville            | von Brownville            |
| Dienststation / Betriebs- oder Güterbahnhof | 0,0                  | Oakfield ME               | Oakfield ME               |
| Abzweig geradeaus, nach rechts und von rechts |                      | Strecke nach St.-Leonards | Strecke nach St.-Leonards |
| Dienststation / Betriebs- oder Güterbahnhof | 2,7                  | Smyrna Mills ME           | Smyrna Mills ME           |
| ehemaliger Bahnhof | 10,0                 | Dudley ME                 | Dudley ME                 |
| ehemaliger Haltepunkt / Haltestelle | ?                    | Emerson ME                | Emerson ME                |
| ehemaliger Bahnhof | 12,1                 | Hillman ME                | Hillman ME                |
| ehemaliger Haltepunkt / Haltestelle | ?                    | Shoney ME                 | Shoney ME                 |
| ehemaliger Bahnhof | 18,4                 | Weeksboro ME              | Weeksboro ME              |
| ehemaliger Haltepunkt / Haltestelle | ?                    | Lakewood ME               | Lakewood ME               |
| ehemaliger Bahnhof | 24,3                 | Howe Brook ME             | Howe Brook ME             |
| ehemaliger Bahnhof | 30,1                 | St. Croix ME              | St. Croix ME              |
| ehemaliger Haltepunkt / Haltestelle | ?                    | Pride´s Mill ME           | Pride´s Mill ME           |
| ehemaliger Bahnhof | 32,8                 | Hawkins ME                | Hawkins ME                |
| ehemaliger Bahnhof | 39,6                 | Griswold ME               | Griswold ME               |
| Dienststation / Betriebs- oder Güterbahnhof | 52,0                 | Masardis ME               | Masardis ME               |
| ehemaliger Haltepunkt / Haltestelle | ?                    | Levesque ME               | Levesque ME               |
| Dienststation / Betriebs- oder Güterbahnhof | 58,9                 | Squa Pan ME               | Squa Pan ME               |
| Abzweig geradeaus, nach rechts und von rechts |                      | nach Stockholm            | nach Stockholm            |
| ehemaliger Haltepunkt / Haltestelle | ?                    | Trafton ME                | Trafton ME                |
| Dienststation / Betriebs- oder Güterbahnhof | 68,6                 | Ashland ME                | Ashland ME                |
| ehemaliger Bahnhof | 70,8                 | Sheridan ME               | Sheridan ME               |
| ehemaliger Haltepunkt / Haltestelle | ?                    | Wrightville ME            | Wrightville ME            |
| ehemaliger Haltepunkt / Haltestelle | ?                    | Moody ME                  | Moody ME                  |
| ehemaliger Haltepunkt / Haltestelle | ?                    | Skerry ME                 | Skerry ME                 |
| Dienststation / Betriebs- oder Güterbahnhof | 87,4                 | Portage ME                | Portage ME                |
| ehemaliger Haltepunkt / Haltestelle | ?                    | Buffalo ME                | Buffalo ME                |
| ehemaliger Haltepunkt / Haltestelle | ?                    | Greenlaw ME               | Greenlaw ME               |
| ehemaliger Bahnhof | 101,4                | Nixon ME                  | Nixon ME                  |
| ehemaliger Bahnhof | 108,3                | McNally ME                | McNally ME                |
| ehemaliger Bahnhof | 114,1                | Winterville ME            | Winterville ME            |
| Dienststation / Betriebs- oder Güterbahnhof | 124,6                | Eagle Lake ME             | Eagle Lake ME             |
| ehemaliger Bahnhof | 132,1                | Wallagrass ME             | Wallagrass ME             |
| Dienststation / Betriebs- oder Güterbahnhof | 138,4                | Soldier Pond ME           | Soldier Pond ME           |
| ehemaliger Haltepunkt / Haltestelle | ?                    | Michaud ME                | Michaud ME                |
| ehemaliger Haltepunkt / Haltestelle | ?                    | Labby ME                  | Labby ME                  |
| ehemaliger Dienststation / Betriebs- oder Güterbahnhof | ?                    | Fort Kent Pit             | Fort Kent Pit             |
| ehemaliger Haltepunkt / Haltestelle | ?                    | Bradbury´s ME             | Bradbury´s ME             |
| Abzweig geradeaus und ehemals von links |                      | von St. Francis           | von St. Francis           |
| Dienststation / Betriebs- oder Güterbahnhof | 152,4                | Fort Kent ME              | Fort Kent ME              |
| Strecke |                      | nach Van Buren            | nach Van Buren            |

Die Bahnstrecke Oakfield–Fort Kent ist eine Eisenbahnstrecke in Maine (Vereinigte Staaten). Sie ist rund 152 Kilometer lang und verbindet die Städte Oakfield, Ashland und Fort Kent. Die normalspurige Strecke wird heute durch die Maine Northern Railway ausschließlich im Güterverkehr betrieben.

## Geschichte
Nach der Eröffnung der Hauptstrecke der Bangor and Aroostook Railroad (BAR) 1893 begann die Gesellschaft, eine Zweigstrecke ab Oakfield zu bauen. Der Ashland Branch war zunächst nur zur Anbindung der Stadt Ashland gedacht und wurde am Neujahrstag 1896 in Betrieb genommen. In der am Saint John River liegenden Stadt Fort Kent wurde nun auch den Wunsch nach einer Eisenbahnverbindung laut, sodass die BAR beschloss, ihre Zweigstrecke dorthin zu verlängern. Die Strecke wurde am 15. Dezember 1902 eröffnet. Da die BAR die Kosten nicht allein tragen wollte, gründete sie zusammen mit lokalen Investoren die Fish River Railroad, die die Verlängerungsstrecke offiziell in Besitz nahm. Die BAR pachtete die Strecke und führte den Betrieb, kaufte sie, nachdem sich die Rentabilität der Strecke gezeigt hatte, aber im Juli 1903 auf.
Der Personenverkehr war von Anfang an sehr spärlich, wurde jedoch noch bis 1954 aufrechterhalten. Nach Einstellung des Personenverkehrs verblieb nur noch der Güterverkehr auf der Strecke, der ab 2003 durch die Montreal, Maine and Atlantic Railway durchgeführt wurde. 2010 verkündete die Bahngesellschaft, die Strecke stilllegen zu wollen. Daraufhin erwarb der Bundesstaat Maine die Strecke und verpachtete sie zum 1. Juli 2011 an die Maine Northern Railway, die die Betriebsführung übernahm.

## Streckenbeschreibung
Die Strecke zweigt in Oakfield in einem Gleisdreieck von der BAR-Hauptstrecke ab und verläuft kurvenreich nach Norden. Vorbei am Saint Croix Lake erreicht die Strecke bei Masardis den Aroostook River, in dessen Tal sie durch Squa Pan und Ashland führt. Nahe der Siedlung Sheridan verlässt sie das Tal in Richtung Nordwesten, um über einen großen Bogen am Portage Lake vorbei weiter in Richtung Norden zu führen. Sie verläuft am Ostufer des Saint Froid Lake durch Winterville und im weiteren Verlauf am Westufer des Eagle Lake. Der Abfluss dieses Sees, der Fish River hatte dem nördlichen Abschnitt der Bahn seinen Namen gegeben. In dessen Tal verläuft die Bahn bis zur Mündung des Flusses in den Saint John River bei Fort Kent. Auf ganzer Länge liegt die Strecke parallel zur Staatsstraße 11.

## Personenverkehr
In der Anfangszeit der Strecke befuhr ein Zugpaar Houlton–Ashland–Fort Kent–St. Francis die Strecke in ganzer Länge. Der Zug hielt nicht in Oakfield, sondern befuhr das Gleisdreieck aus Richtung Houlton. In Ashland Junction, dem nächsten Bahnhof in Richtung Houlton, bestand direkter Anschluss zum Expresszug von und nach Bangor. In Squa Pan konnte man zum Zug in Richtung Van Buren und Fort Kent umsteigen. Bis etwa 1908 fuhr ein zweites Zugpaar von Houlton nach Ashland. Daneben verkehrte von 1911 bis 1912 ein Personenzug Ashland–Presque Isle, der von Ashland bis Squa Pan die Strecke befuhr. Von 1911 bis 1912 und erneut ab etwa 1920 hielt der von Houlton durchgehende Zug auch in Oakfield und wendete dort.
Um etwa 1930 wurden die Zugläufe geändert. Der Zug aus Richtung Houlton bog in Squa Pan in Richtung Van Buren und Fort Kent ab. Zwischen Squa Pan und St. Francis verkehrte ein Anschlusszug. Der durchgehende Verkehr nach Houlton endete 1938, ab diesem Zeitpunkt endete der Zug bereits in Oakfield. Nachdem 1952 der Personenverkehr auf der in Squa Pan abzweigenden Strecke eingestellt worden war, verkehrte der Zug von Oakfield wieder durchgehend nach Fort Kent, wurde jedoch 1954 ebenfalls eingestellt.
Die Reisezeit von Oakfield nach Fort Kent betrug sowohl nach dem Fahrplan vom 28. September 1913 als auch nach dem Fahrplan vom 8. Januar 1934 drei Stunden und 40 Minuten.